# Klíč

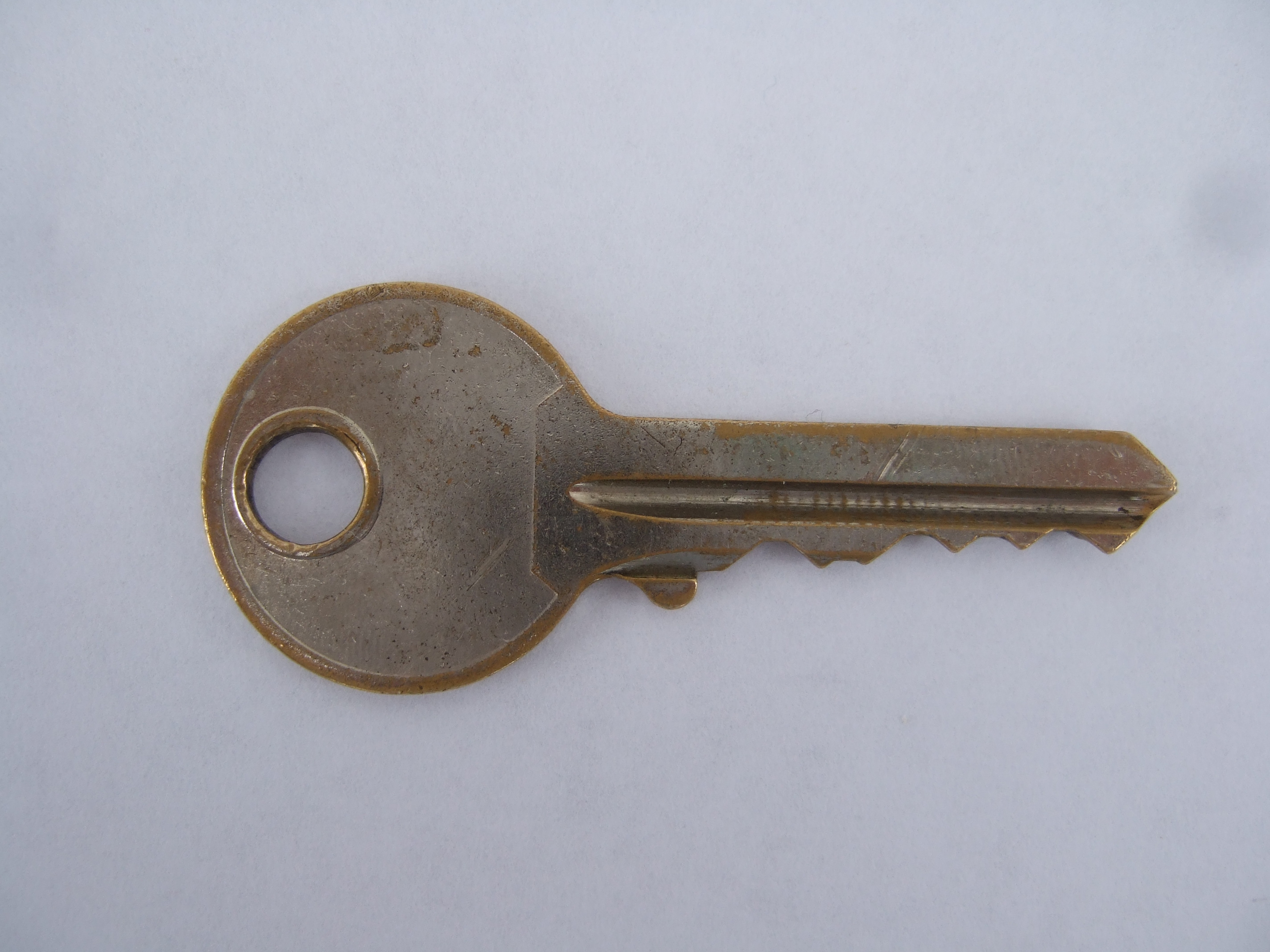
Typický klíč

Klíč je technická pomůcka sloužící k zamykání a odemykání zámku.

## Historie

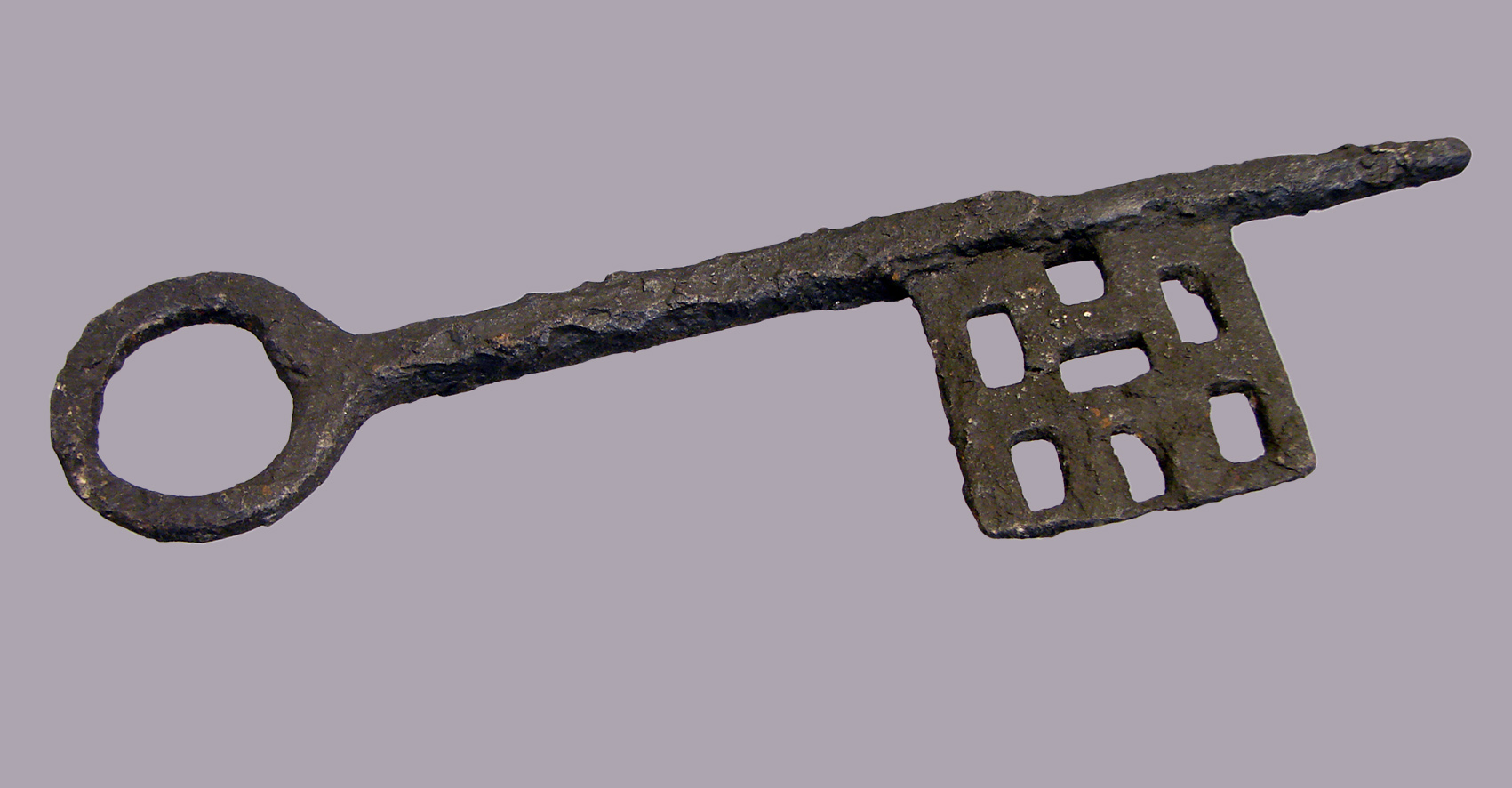
Klíč z dvanáctého nebo třináctého století

Existenci klíčů zmiňuje již Homér ve svém díle Odyssea v souvislosti s Pénelopou, která opatrovala klíč z bronzu a slonoviny. Klíče tedy znali staří Řekové od 8. století př. n. l., archeologické vykopávky v Thébách svědčí o existenci zámků s klíči od 3. století př. n. l.

## Provedení
Klíče se lišily svým provedením již dříve. Byly zdobené zejména na očku (část určená k držení rukou), různě tvarované, lišily se vahou, délkou i použitím materiálů. Tyto zdobné úpravy se používaly až do sklonku 19. století, kdy technický vývoj znamenal složitější zámek oproti zjednodušeným klíčům.
Protože vlastnictví některých důležitých klíčů bylo odznakem důstojnosti, nosívaly se zavěšené na krku na zlatém řetězu. Mnohé klíče u královských dvorů měly svá pojmenování, např. Komorní klíč na dvoře Marie Terezie.

## Vzhled klíče

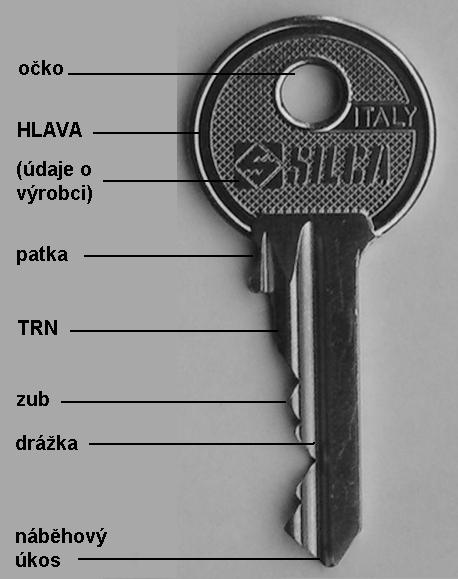
Popis klíče

Běžný klíč se skládá ze dvou částí – hlavy, která je zpravidla vybavena očkem, umožňujícím klíč zavěsit, a trnu, což je část klíče, která se vsouvá do zámku. Podle mechanismu zámku bývá trn vybaven zuby nebo drážkami. Zuby i drážky mohou být na jedné i obou stranách trnu.

## Určení klíčů
Mimo původní použití k odemykání zámků dveří se později vyvinuly zámky a klíče k nedobytným pokladnám, trezorům, patentním zámkům (DOZ).

## Paklíč
Zjednodušený typ klíče, většinou tzv. planžety (technika vyháčkování zámku), který je používán zámečníky, ale také rovněž bytovými zloději. Zvuk použití klíče v zámku umožňuje zjistit jeho tvar.

## Úpravy klíčů

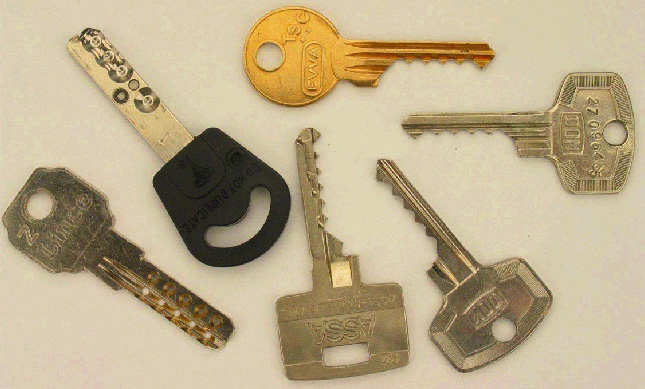
Různé moderní klíče

Výrobou klíčů se zabývají zámečnické provozovny, v posledních letech i hobbymarkety či nákupní centra.

## Sběratelství klíčů
Vytváření sbírek klíčů je jedním z mnoha sběratelských oborů. V největším českém Klubu sběratelů kuriozit jsou součástí sekce Různé. Sbírky klíčů jsou součástí řady muzeí.